# Periko Alonso
Pour les articles homonymes, voir Alonso.
Miguel Ángel Alonso Oyarbide, surnommé Periko, né le 1er février 1953 à Tolosa, est un footballeur puis entraîneur espagnol occupant le poste de milieu de terrain. Il est le père de Mikel Alonso et de Xabi Alonso.

## Carrière de joueur

### En club
Après un passage dans les équipes de jeunes du club, Miguel Ángel Alonso évolue au début de sa carrière professionnelle dans le club de sa région natale, la Real Sociedad. Il y joue durant cinq saisons et y gagne un statut d'international. Il est un élément clé de l'équipe qui remporte à deux reprises le championnat, en 1980-1981 et 1981-1982. 
Rejoignant ensuite pour trois saisons le FC Barcelone, il enrichit son palmarès par un nouveau titre de champion en 1984-1985. Il gagne aussi en 1983 la Coupe du Roi, la Coupe de la Ligue et la Supercoupe d'Espagne. 
Rejoignant en 1985 le CE Sabadell, il évolue dans ce club jusqu'en 1988 et l'arrêt de sa carrière professionnelle.
Au total, Periko dispute 309 matchs dans les championnats professionnels espagnols, inscrivant 47 buts. Il inscrit 12 buts en première division lors de la saison 1986-1987, ce qui constitue sa meilleure performance. Periko participe également aux compétitions européennes : Coupe d'Europe des clubs champions, Coupe des coupes (2 buts) et Coupe de l'UEFA (1 but).

### En sélection
Periko reçoit 20 sélections en équipe d'Espagne entre 1980 et 1982, inscrivant un but.
Sa première sélection en équipe nationale a lieu le 24 septembre 1980, en amical contre la Hongrie. Le 18 novembre 1981, il inscrit un but lors d'un match amical contre la Pologne, pour ce qui constitue son unique but avec l'Espagne.
Retenu par le sélectionneur José Santamaría afin de participer à la Coupe du monde 1982 organisé dans son pays natal, il dispute cinq matchs lors du mondial.

## Carrière d'entraîneur
Au terme de sa carrière de joueur, il devient entraîneur. Il prend en charge l'équipe de Tolosa CF, puis l'équipe B de la Real Sociedad, ensuite le SD Beasain, le SD Eibar, et l'Hércules Alicante. 
En 2000, il prend en charge la Real Sociedad à la suite du limogeage de Javier Clemente. Il ne reste en fonction que durant 10 matchs, étant ensuite remplacé par John Toshack. Il annonce alors la fin de sa carrière d'entraîneur.

## Vie personnelle
Il est le père de Mikel Alonso et de Xabi Alonso. Ses deux fils ont commencé leur carrière professionnelle à la Real Sociedad.

## Palmarès

### En club
- Real Sociedad :
  - Champion d'Espagne en 1980–1981 et 1981–1982

- FC Barcelone :
  - Champion d'Espagne en 1984–1985
  - Vainqueur de la Coupe du Roi en 1983
  - Vainqueur de la Supercoupe d'Espagne en 1983
  - Vainqueur de la Coupe de la Ligue en 1983